# Тримикс (дайвинг)
Три́микс (англ. Trimix, от triple — тройной и mix — смесь); российское название — КАГС (Кислородно-азотно-гелиевая смесь) — обозначение дыхательных газовых смесей для подводных погружений, состоящих из гелия, азота и кислорода. Частный случай тримикса — гелиэйр (англ. Heliair, от helium — гелий и air — воздух) — прост в производстве, так как гелий смешивается с обычным воздухом, соотношение кислорода и азота в такой смеси фиксированное. См. также 
гелиокс — двухкомпонентная смесь кислорода и гелия, без азота.
Тримикс используется в техническом дайвинге на различных стадиях погружения. На стадии спуска на глубину используют смесь, называемую ран-газ. Во время пребывания на дне используют донные смеси с минимальным содержанием кислорода.
Назначение тримикса — уменьшить наркотическое действие азота и кислорода, тем самым, расширить предел глубины погружения.
Состав смеси тримикс записывается как A/B или A B, где A отражает процент содержания кислорода, а B — содержание гелия, например, Trimix 10/50 (Trimix 10 50) содержит 10 % кислорода и 50 % гелия.

## Классификация
Тримиксы бывают:
- нормоксические — содержание кислорода в смеси 21 %; для погружений на глубину до 66 метров (парциальное давление кислорода 1,6 атм).
- гипоксические — содержание кислорода в смеси менее 21 %; для глубоководных погружений.
- гипероксические — содержание кислорода в смеси более 21 %; для использования в качестве промежуточных (путевых) смесей